# 二匹の流れ星
『二匹の流れ星』（にひきのながれぼし、原題:10,000 Dollari Per Un Massacro）は、ロモロ・グエリエリ監督による1967年のマカロニ・ウェスタン。
同ジャンルの先行作品である『ジャンゴ』（日本語題：続・荒野の用心棒）の商業的成功を受けて雨後の筍の如く現れた、非公式の「ジャンゴ」作品の一つ。

## ストーリー
ゴールドラッシュの頃のアメリカとメキシコとの国境付近。賞金稼ぎのジャンゴは、マヌエルという男の追跡を開始。報酬が安く当初はあまり熱心ではなかったが、マヌエルがドロレスという女性を誘拐し父親が報酬の上乗せを申し出たことから、追跡に本腰を入れることになる。酒場で早速マヌエルと遭遇、ジャンゴは彼が並の敵ではないことを悟る。意外にもマヌエルには堅物の面があり、ドロレスの父親が自分を裏切ったことを恨んでいたのだ。マヌエルから金塊強盗の誘いを受けたジャンゴは、金に困っていたことや敵の懐に飛び込む意図もあって話に応じる。ジャンゴとマヌエルの間には、はぐれ者同士のある種の友情が芽生える。金塊強盗は実行に移されるが、マヌエルが約束に反して関係者を皆殺しにしたばかりか現場に居合わせたジャンゴの恋人ミジャーヌまで殺したので、ジャンゴは再び敵としての追跡を始める。ドロレスはジャンゴの相棒に保護されるが、彼女は心も体も既にマヌエルに支配されており、マヌエルの父親に相棒を撃たせ逃亡。ジャンゴも捕らえられるが、死んだと思われた相棒が実は生きていてジャンゴを救出。ジャンゴは盗んだ金塊の隠し場所をマヌエル達に教えておらず、逃げられたことを知ったマヌエル達は愕然とする。マヌエルは山賊の頭目である父親と共に山村に籠って再起を図るが、彼等は乗り込んで来たジャンゴにより全滅させられる。ジャンゴはドロレスを父親のもとへ帰そうとはせず、そのまま賞金稼ぎから足を洗った。

## キャスト
- ジャンゴ … ゲイリー・ハドソン(ジャンニ・ガルコ（英語版）)
- ミジャーヌ … ロレダナ・ヌシアク（英語版）
- マヌエル … クラウディオ・カマソ（英語版）